# Baldassare Croce

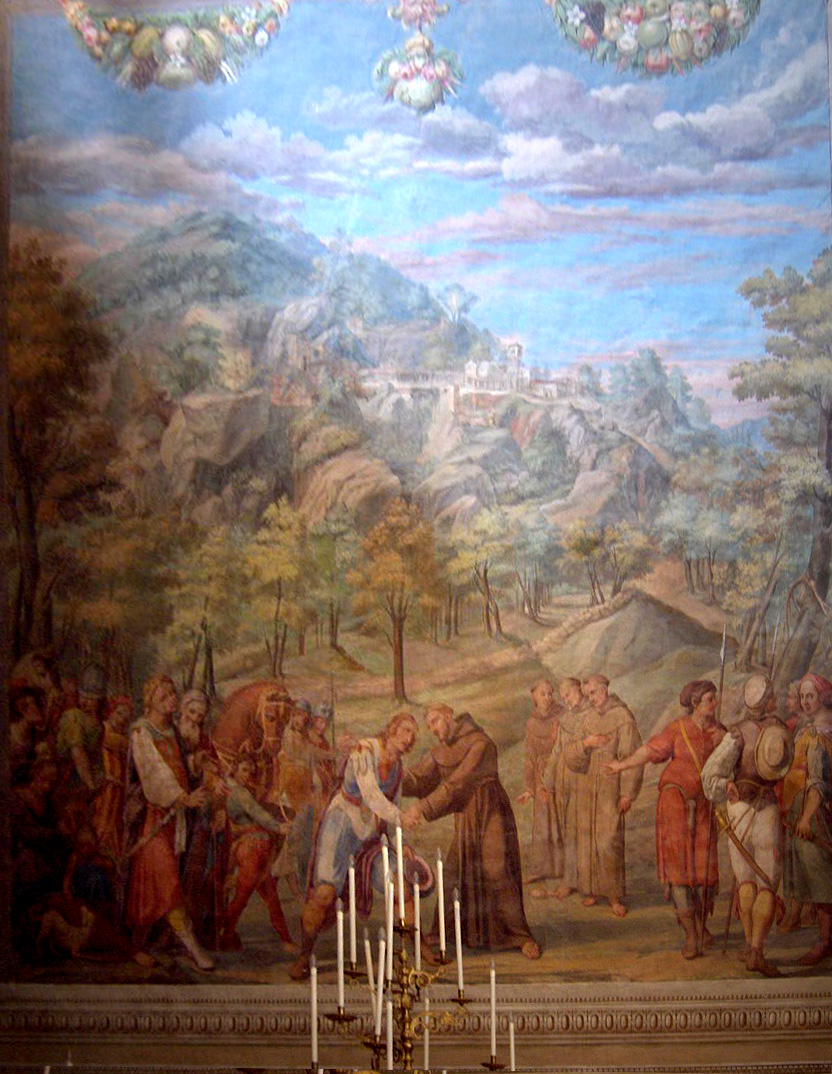
São Francisco de Assis recebe leigos em sua 'Terceira Ordem', por Baldassare Croce, 1602-1603.

Baldassare Croce (1558 - 1628) foi um pintor italiano que trabalhou durante o fim do período Maneirista, principalmente em Roma.  
Foi diretor da Academia de São Lucas. Pintou a 'Sala Clementina' do Palácio Apostólico, a Capela de São Francisco na Igreja de Jesus e trabalhou em obras na Basílica de São João de Latrão e na Nostra Signora del Sacro Cuore. Pintou seis grandes afrescos na nave da Igreja de Santa Susana que exibem a vida da Susana do Velho Testamento. 